# Jamel Chatbi
Jamel Chatbi, a volte scritto Jamal Chaatbi (in arabo جمال الشطبي‎?; Beni Amir Est, 30 aprile 1984), è un maratoneta, mezzofondista e siepista marocchino naturalizzato italiano.
È stato campione sui 3000 metri siepi ai Giochi del Mediterraneo di Pescara 2009 e medaglia d'oro a squadre (bronzo individuale) nella Coppa Europa dei 10000 metri a Cagliari 2015 e vicecampione a squadre nell'edizione di Skopje 2014.
In Italia ha vinto sei titoli nazionali assoluti in quattro specialità diverse ed è campione in carica sui 3000 metri siepi.

## Biografia
Dopo essere nato in Marocco nel 1984, risiede in Italia dal 1996, a Castello di Calepio, gareggiando prima con l'Atletica Brescia 1950 e poi nell'Atletica Bergamo 1959; quindi nel 2009 passa alla Cento Torri Pavia. Ottiene la cittadinanza italiana nel 2012; da allora, il suo club è diventato l'Atletica Riccardi Milano.
Nel 2007, il 4 agosto, ottiene sui 3000 m siepi un promettente 8'29"13 ad Uden nei Paesi Bassi.
Da marocchino gareggia nel 2008 ai Mondiali di corsa campestre ad Edimburgo (Gran Bretagna) terminando al 30º posto la prova individuale e 5º nella classifica a squadre.
Sempre come marocchino, vince la medaglia d'oro ai Giochi del Mediterraneo del 2009 a Pescara, col primato dei Giochi, 8'13"11, anche personale (il precedente era di 8'19"37 corso in Marocco a Rabat il 23 maggio 2009). Migliora il primato personale sempre in Marocco a Tangeri il 12 luglio 2009 con 8'08"86.
Il 18 agosto 2009 diventa il primo squalificato per doping (al clenbuterolo) ai Mondiali di Berlino in Germania (non prende il via alla finale dei 3000 m siepi per la quale si era qualificato).
Dopo la squalifica di tre anni, riprende a gareggiare a livello agonistico il 4 settembre del 2012 a Rovereto sui 5000 m corsi in 13'41"93.
Doppietta di titoli italiani assoluti nel 2013: 10000 m su pista e 3000 m siepi.
Il 23 luglio 2013 è convocato nella Nazionale italiana ai Mondiali di Mosca (Russia) dove viene squalificato in batteria per passaggio non corretto sulle siepi.
Tris di titoli italiani assoluti nel 2014: 3000 m indoor, corsa campestre e 10000 m su pista.
Vicecampione a Skopje (Macedonia) nella classifica a squadre della Coppa Europa 10000 m (quarto posto individuale); decimo classificato sui 5000 m all'Europeo per nazioni svoltosi a Braunschweig in Germania.
Campione italiano assoluto sui 3000 m siepi a Torino 2015; medaglia d'argento nella corsa campestre e quarto posto agli assoluti indoor sui 3000 m.
Medaglia d'oro nella classifica a squadre (bronzo nella prova individuale) alla Coppa Europa 10000 m svoltasi in Italia a Cagliari; quinta posizione sui 5000 m all'Europeo per nazioni in Russia a Čeboksary. Fuori in batteria sui 3000 m siepi ai Mondiali di Pechino (Cina).
Il 27 luglio 2016 viene squalificato dal C.O.N.I. per aver saltato tre controlli antidoping in un anno, perdendo così l'opportunità di partecipare ai Giochi di Rio. L'8 agosto 2016 il presidente della Sezione Prima Ter del Tar del Lazio, Riccardo Savoia, ha stabilito che l'azzurro potrà partecipare alla gara olimpica dei 3mila siepi.

## Progressione

### 5000 metri
| Stagione | Tempo    | Luogo             | Data      | Rank. Mond. |
| -------- | -------- | ----------------- | --------- | ----------- |
| 2015     | 14'16"54 | Čeboksary         | 20-6-2015 |             |
| 2014     | 14'28"89 | Braunschweig      | 21-6-2014 |             |
| 2013     | 13'27"08 | Oordegem          | 1-6-2013  |             |
| 2012     | 13'41"93 | Rovereto          | 4-9-2012  |             |
| 2009     | 13'58"25 | Saronno           | 17-5-2009 |             |
| 2008     | 13'51"35 | Lodi              | 28-9-2008 |             |
| 2007     | 14'23"99 | Caorle            | 30-9-2007 |             |
| 2006     | 14'03"74 | Pergine Valsugana | 15-7-2006 |             |
| 2005     | 14'08"18 | Ponzano Veneto    | 1-7-2005  |             |

### 3000 metri siepi
| Stagione | Tempo   | Luogo      | Data      | Rank. Mond. |
| -------- | ------- | ---------- | --------- | ----------- |
| 2015     | 8'30"35 | Torino     | 26-7-2015 |             |
| 2014     | 8'25"38 | Huelva     | 12-6-2014 |             |
| 2013     | 8'25"37 | Rabat      | 9-6-2013  |             |
| 2012     | 8'49"43 | Modena     | 22-9-2012 |             |
| 2009     | 8'08"86 | Tangeri    | 12-7-2009 |             |
| 2008     | 8'31"91 | Lodi       | 27-9-2008 |             |
| 2007     | 8'31"80 | Rovellasca | 25-7-2007 |             |

## Palmarès
| Anno                           | Manifestazione              | Sede      | Evento               | Risultato | Tempo     | Note  |
| ------------------------------ | --------------------------- | --------- | -------------------- | --------- | --------- | ----- |
| In rappresentanza del Marocco  |                             |           |                      |           |           |       |
| 2008                           | Mondiali di corsa campestre | Edimburgo | Corsa seniores       | 30º       | 36'35     | [ 2 ] |
| 2008                           | Mondiali di corsa campestre | Edimburgo | Classifica a squadre | 5º        | 195 punti | [ 3 ] |
| 2009                           | Giochi del Mediterraneo     | Pescara   | 3000 m siepi         | Oro       | 8'13"11   | [ 1 ] |
| 2009                           | Mondiali                    | Berlino   | 3000 m siepi         | Finale    | dq        | [ 1 ] |
| In rappresentanza dell' Italia |                             |           |                      |           |           |       |
| 2013                           | Mondiali                    | Mosca     | 3000 m siepi         | Batteria  | dq        | [ 4 ] |
| 2015                           | Mondiali                    | Pechino   | 3000 m siepi         | Batteria  | 8'47"30   | [ 5 ] |
| 2016                           | Europei                     | Amsterdam | 5000 m piani         | 11º       | 13'49"93  |       |
| 2016                           | Europei                     | Amsterdam | 3000 m siepi         | 5º        | 8'32"43   |       |

## Campionati nazionali
- 2 volte campione italiano assoluto dei 3000 m siepi (2013, 2015)
- 1 volta campione italiano assoluto di corsa campestre (2014)
- 1 volta campione italiano assoluto indoor sui 3000 m (2014)
- 2 volte campione italiano assoluto dei 10000 m (2013, 2014)

2013
- Oro ai Campionati italiani 10000 m, (Ancona), 10000 m - 28'56"27[6]
- Oro ai Campionati italiani assoluti, (Milano), 3000 m siepi - 8'40"76[7]

2014
- Oro ai Campionati italiani assoluti indoor, (Ancona), 3000 m - 7'58"53[8]
- Oro ai Campionati italiani di corsa campestre, (Nove-Marostica), 10 km - 30'07[9]
- Oro ai Campionati italiani 10000 m, (Ferrara), 10000 m - 28'14"87[10]

2015
- 4º ai Campionati italiani assoluti indoor, (Padova), 3000 m - 8'10"56[11]
- Argento ai Campionati italiani assoluti di corsa campestre, (Fiuggi), 10 km - 30'16[12]
- Oro ai Campionati italiani assoluti, (Torino), 3000 m siepi - 8'30"35[13]

2016
- Argento ai campionati italiani assoluti, 3000 m siepi - 8'31"25

## Altre competizioni internazionali
2002
- 12º al Palio delle Porte ( Martinengo) - 31'07"

2003
- Oro al Cross della Badia ( Badia), gara juniores[14]

2004
- 13º al Palio delle Porte ( Martinengo) - 30'43"
- Oro al Trofeo Alberto Zanni ( Vertova)[15]

2005
- 8º alla Montefortiana Turà ( Monteforte d'Alpone), 10,6 km - 31'23"
- Oro al Trofeo Alberto Zanni ( Vertova)[15]

2006
- 7º alla Mezza maratona di Bedizzole ( Bedizzole) - 1h07'35"
- 10º alla Corrida di San Geminiano ( Modena), 13,1 km - 40'13"
- 5º alla Asics Run ( Cuneo) - 28'42"
- Bronzo alla Tuttadritta ( Torino) - 29'26"
- Oro al Trofeo Alberto Zanni ( Vertova)[15]
- 7º al Cross della Vallagarina ( Villa Lagarina) - 29'45"

2007
- 7º alla Stramilano ( Milano) - 1h03'43"
- 11º al Giro Media Blenio ( Dongio) - 30'05"
- Oro alla Brescia Ten ( Brescia) - 28'59"
- Oro al Trofeo Sempione ( Milano)
- Argento alla Peuerbacher Silvesterlauf ( Peuerbach), 6,8 km - 19'02"
- Bronzo alla Cinque Mulini ( San Vittore Olona) - 32'06"

2008
- 5º alla Parelloop ( Brunssum) - 28'33"
- 9º al Giro al Sas ( Trento) - 29'46"
- 7º alla Peuerbacher Silvesterlauf ( Peuerbach), 6,8 km - 19'51"
- 5º alla Cinque Mulini ( San Vittore Olona) - 32'34"
- 8º al Campaccio ( San Giorgio su Legnano) - 30'09"
- 9º al Cross della Vallagarina ( Villa Lagarina) - 27'12"
- 10º all'Eurocross ( Diekirch)- 30'32"

2009
- 9º all'Athletissima ( Losanna), 3000 m piani - 7'48"18
- Bronzo alla Brescia Ten ( Brescia) - 29'55"

2012
- Oro alla Milano Fit Marathon ( Milano) - 1h06'56"
- 6º al Memorial Peppe Greco ( Scicli) - 30'21"
- Oro al Trofeo Montestella ( Milano) - 30'21"
- Oro al Trofeo Alberto Zanni ( Vertova)[15]
- 9º al Giro Podistico Città di Pordenone ( Pordenone), 6,92 km - 20'23"

2013
- 4º alla Royal 10 ( L'Aia) - 29'00"
- 8º alla Amatrice-Configno ( Amatrice), 8,4 km - 26'11"
- 4º al Sylvestercross ( Soest) - 35'37"

2014
- 4º nella Coppa Europa 10000 m, ( Skopje), 10000 m - 28'38"03[16]
- Argento nella Coppa Europa 10000 m, ( Skopje), Classifica a squadre - 1:27'36"24[17]
- 10º all'Europeo per nazioni, ( Braunschweig), 5000 m - 14'28"89[16]
- 12º alla Roma-Ostia ( Roma) - 1h02'38"
- 4º alla Korschenbroich City-Lauf ( Korschenbroich) - 29'16"
- 32º alla Corrida Pédestre Internationale de Houilles ( Houilles) - 30'49"
- Oro alla Acht van Apeldoorn ( Apeldoorn), 8 km - 23'41"
- Oro al Trofeo Cassa Rurale Valsugana e Tesino ( Ospedaletto), 5,5 km - 15'48"
- 7º al Campaccio ( San Giorgio su Legnano) - 29'53"

2015
- Bronzo nella Coppa Europa 10000 m, ( Cagliari), 10000 m - 28'39"01[18]
- Oro nella Coppa Europa 10000 m, ( Cagliari), Classifica a squadre - 1:26'23"97[19]
- 5º all'Europeo per nazioni, ( Čeboksary), 5000 m - 14'16"54[5]
- Bronzo alla Maratona di Roma ( Roma) - 2h14'04"
- 7º alla Maratona di Praga ( Praga) - 2h12'17"
- 9º alla Mezza maratona di Karlovy Vary ( Karlovy Vary) - 1h05'18"
- Oro alla Mezza Maratona sul Brembo ( Dalmine) - 1h06'32"
- Oro alla Mezza maratona di Lecco ( Lecco) - 1h06'50"
- Oro al Giro di Bisceglie ( Bisceglie), 10,8 km - 33'28"
- Oro alla Korschenbroich City-Lauf ( Korschenbroich) - 29'09"
- 6º alla Scalata al Castello ( Arezzo)- 30'06"
- 15º alla Volata Napola-Mokarta ( Mokarta) - 31'59"
- 4º alla Gonnesa Corre ( Gonnesa), 8,2 km - 24'25"
- 4º alla Acht van Apeldoorn ( Apeldoorn), 8 km - 23'16"
- Argento al Trofeo Cassa Rurale Valsugana e Tesino ( Ospedaletto), 5,5 km - 16'02"
- 12º al Sylvestercross ( Soest) - 36'48"
- 8º all'Abdij Cross ( Kerkrade) - 34'02"

2016
- 9º al Meeting international Mohammed VI d'athlétisme de Rabat ( Rabat), 3000 m siepi - 8'21"92
- Oro alla Stramagenta ( Magenta) - 30'24"